# Xianju (sockenhuvudort i Kina, Hubei Sheng, lat 31,40, long 112,03)
Xianju är en sockenhuvudort i Kina. Den ligger i provinsen Hubei, i den centrala delen av landet, omkring 230 kilometer nordväst om provinshuvudstaden Wuhan. Antalet invånare är 20 406. Befolkningen består av 10 042 kvinnor och 10 364 män. Barn under 15 år utgör 11,0 %, vuxna 15-64 år 76 %, och äldre över 65 år 12,0 %.
Runt Xianju är det tätbefolkat, med 343 invånare per kvadratkilometer. Närmaste större samhälle är Liuhou, 9,4 km norr om Xianju. I omgivningarna runt Xianju växer i huvudsak blandskog.
Genomsnittlig årsnederbörd är 1 149 millimeter. Den regnigaste månaden är augusti, med i genomsnitt 194 mm nederbörd, och den torraste är december, med 19 mm nederbörd.